# Auliscomys boliviensis
Auliscomys boliviensis är en däggdjursart som först beskrevs av Waterhouse 1846.  Auliscomys boliviensis ingår i släktet Auliscomys och familjen hamsterartade gnagare. IUCN kategoriserar arten globalt som livskraftig. Inga underarter finns listade.
Denna gnagare förekommer i Anderna i västra Bolivia, södra Peru och norra Chile. Arten når där 4770 meter över havet. Habitatet utgörs av klippiga eller steniga områden med glest fördelat växtlighet. Auliscomys boliviensis syns ofta tillsammans med kamråttor (Ctenomys) eller bergsviscachor (Lagidium). Individerna är aktiva på dagen och äter olika växtdelar. Honor i fångenskap hade upp till tre kullar per år med upp till fem ungar per kull. I naturen föds högst fyra ungar per kull.
Arten blir cirka 22 cm lång (med svans) och har en kort svans som dock är längre än hos Auliscomys sublimis. Öronen är påfallande stora. Den långa pälsen har en ljusbrun färg och undersidan är täckt av krämvit päls. Ytterligare kännetecken är en tofs av gula hår framför varje öra samt svarta sulor vid bakfötterna.